# Betula glandulosa
Espèce
Statut de conservation UICN

 LC  : Préoccupation mineure
Le Bouleau glanduleux (Betula glandulosa) est un petit arbuste nordique de la famille des Betulaceae. On le trouve dans les tourbières et les dépressions humides des zones montagneuses au Québec. En Europe du Nord, on retrouve également cette espèce dans les milieux plus humides, assez pauvres dans des endroits non perturbés.
En anglais, on le nomme Dwarf Birch ou Glandular Birch.

## Caractéristiques
Le bouleau glanduleux est un petit arbuste dépassant rarement deux mètres de hauteur. Les rameaux sont glabres et munis de glandes verruqueuses et résineuses, d'où son nom commun. Les feuilles sont alternes, simples et de forme obovée. Elles sont glabres sur les deux faces et la marge est crénelée. La floraison est printanière et se manifeste sous forme de chatons mâles et femelles. La plante est monoïque. Le fruit est une nucule comprimée entourée d'une aile marginale interrompue au sommet.

## Écologie
Le bouleau glanduleux est présent dans tout le Canada. Au Québec, il occupe les régions froides, les dépressions humides et les tourbières des zones montagneuses de la province. Espèce de milieux ouverts, on le retrouve souvent avec l'épinette noire ou l'épinette blanche. Il est plus abondant au nord du 52e parallèle.